# Антильский апсил
Антильский апсил, или зубатый апсил (лат. Apsilus dentatus), — вид лучепёрых рыб семейства луциановых (Lutjanidae). Представители вида распространены в западной части Атлантического океана. Максимальная длина тела 65 см. Имеют ограниченное промысловое значение.

## Описание
Тело удлинённое, веретенообразной формы. Рыло относительно короткое и заострённое. На обеих челюстях зубы в передней части увеличенные, конической формы; а внутренние зубы — ворсинчатые. В передней части челюстей часто имеются клыковидные зубы. На сошнике зубы расположены в виде пятна V-образной или треугольной формы, без срединного выступа. Межглазничное пространство выпуклое. На первой жаберной дуге 22—24 жаберных тычинок, из них на верхней половине 7—8, а на нижней 15—16. Один спинной плавник с 10 жёсткими и 10 (редко 9) мягкими лучами. Колючая и мягкая части плавника не разделены глубокой выемкой. В анальном плавнике 3 жёстких и 8 мягких лучей. Последний мягкий луч спинного и анального плавников немного короче предпоследнего. Грудные плавники длинные с 15—16 мягкими лучами, их окончания доходят до анального отверстия. Нет чешуи на верхней челюсти. На мембранах спинного и анального плавников нет чешуи. Хвостовой плавник выемчатый или усечённый. В боковой линии от 58 до 63 чешуек. Ряды чешуй на спине проходят параллельно боковой линии.
Спина и верхняя часть тела фиолетового или тёмно-коричневого цвета, голова окрашена более интенсивно, нижняя часть тела и брюхо намного бледнее. Радужная оболочка почти чёрная по краям с центральной областью бронзового цвета. Плавники коричневые или чёрные. Хвостовой плавник с бледным задним краем. Некоторые особи с синими плавниками. Молодь преимущественно синего цвета.
Максимальная длина тела 65 см, обычно до 40 см; максимальная масса тела 3,2 кг.

## Ареал и места обитания
Распространены в центрально-западной части Атлантического океана от северо-запада Мексиканского залива (Галвестон (Техас) и Флорида-Кис) до Белиза и Венесуэлы,  включая Большие Антильские острова, Малые Антильские острова и Багамские острова. Обитают над скалистыми грунтами на глубине 100—300 м (чаще на глубинах от 120 до 180 м). Молодь иногда встречается около поверхности воды. Питаются рыбами, головоногими и оболочниками. Нерестятся в течение круглого года.

## Взаимодействие с человеком
Имеют ограниченное промысловое значение. Ловят ручными ярусами. Реализуются в свежем, изредка в замороженном виде. Мясо хорошего качества.